# Fire Punch
Fire Punch (jap. ファイアパンチ Faia panchi) – manga autorstwa Tatsukiego Fujimoto, publikowana w magazynie internetowym „Shōnen Jump+” wydawnictwa Shūeisha od kwietnia 2016 do stycznia 2018. 
W Polsce manga została wydana przez Studio JG.

## Fabuła
W świecie, w którym „błogosławieni” posiadają specjalne zdolności, Lodowa Wiedźma, obdarzona mocą mrozu, zamienia świat w śnieżną pustynię. Główny bohater, Agni, oraz jego siostra Luna, są rodzeństwem obdarzonym błogosławieństwem regeneracji. Utrzymują swoją małą społeczność przy życiu dzięki temu, że Agni raz po raz odrąbuje sobie rękę, która potem szybko odrasta. Pewnego dnia do ich osady, przybywają żołnierze i dowiadują się o tutejszych aktach kanibalizmu. Ich przywódca, mający moc władania niegasnącym ogniem, pali całą wioskę wraz z jej mieszkańcami, w tym również Lunę. Jedynym ocalałym jest Agni, który przeżywa dzięki swojej silnej regeneracji, jednakże płomienie trawiące jego ciało nie chcą zgasnąć, pozostawiając go w stanie agonalnym. Pragnąc zemsty, wyrusza on na poszukiwania morderców swojej siostry.

## Publikacja serii
Manga ukazywała się w magazynie internetowym „Shōnen Jump+” wydawnictwa Shūeisha od 18 kwietnia 2016 do 1 stycznia 2018. Jej rozdziały zostały zebrane w 13 tankōbonach, wydawanych od 4 lipca 2016 do 2 lutego 2018.
W Polsce licencję na wydawanie mangi zakupiło Studio JG.
| Nr | Język japoński      | Język japoński         | Język polski         | Język polski           |
| Nr | Data wydania        | ISBN                   | Data wydania         | ISBN                   |
| -- | ------------------- | ---------------------- | -------------------- | ---------------------- |
| 1  | 4 lipca 2016        | ISBN 978-4-08-880731-7 | 27 września 2019     | ISBN 978-83-8001-491-6 |
| 2  | 4 października 2016 | ISBN 978-4-08-880797-3 | 28 listopada 2019    | ISBN 978-83-8001-509-8 |
| 3  | 2 grudnia 2016      | ISBN 978-4-08-880873-4 | 7 lutego 2020        | ISBN 978-83-8001-527-2 |
| 4  | 3 marca 2017        | ISBN 978-4-08-881014-0 | 23 kwietnia 2020     | ISBN 978-83-8001-575-3 |
| 5  | 2 czerwca 2017      | ISBN 978-4-08-881061-4 | 26 czerwca 2020      | ISBN 978-83-8001-595-1 |
| 6  | 4 sierpnia 2017     | ISBN 978-4-08-881147-5 | 31 sierpnia 2020     | ISBN 978-83-8001-612-5 |
| 7  | 2 listopada 2017    | ISBN 978-4-08-881170-3 | 22 października 2020 | ISBN 978-83-8001-641-5 |
| 8  | 2 lutego 2018       | ISBN 978-4-08-881327-1 | 31 grudnia 2020      | ISBN 978-83-8001-676-7 |

## Odbiór
W 2017 roku Fire Punch został nominowany do 10. nagrody Manga Taishō. W wydaniu Kono manga ga sugoi! z 2017 seria zajęła 3. miejsce na liście mang dla męskich czytelników.